# Dżaba Ioseliani
Dżaba Ioseliani (ur. 10 lipca 1926, zm. 4 marca 2003) – gruziński kryminalista, pisarz, polityk, twórca i przywódca gruzińskiej nacjonalistycznej organizacji paramilitarnej Mchedrioni (gruz. Jeźdźcy).

## Życiorys
Ioseliani w wieku szesnastu lat po raz pierwszy został skazany za kradzież i trafił do więzienia. Skazywany za napady na banki i konwoje spędził w więzieniach osiemnaście lat. Nigdy nie ukrywał swojej działalności kryminalnej, wręcz chlubił się nią.
Po ukończeniu odbywania kary ukończył studia orientalistyczne, specjalizował się w teatrologii. Początkowo studiował na Uniwersytecie w Leningradzie, jednak nie obronił pracy końcowej. Dyplom uzyskał w Instytucie Teatrologicznym w Tbilisi. Od połowy lat 70. XX wieku, po uzyskaniu habilitacji, wykładał dzieje teatru gruzińskiego oraz literaturoznawstwo na uniwersytecie w Tbilisi. Był też autorem kilku popularnych sztuk teatralnych.

### Przywódca Mchedrioni
W 1989 utworzył organizację paramilitarną Mchedrioni (gruz. Jeźdźcy), zalegalizowaną w 1990 jako oddział interwencyjny, zalążek przyszłej narodowej armii gruzińskiej. W ciągu kilku lat formacja ta stała się największą paramilitarną organizacją gruzińską, zrzeszającą od 3 do 5 tys. członków. W ocenie D. Slidera Mchedrioni i jej przywódca zajmowali się równocześnie działalnością przestępczą (wymuszeniami haraczy, rozbojami, handlem narkotykami) i w ten sposób zdobywali środki niezbędne dla finansowania organizacji. Również A. Kryłow podaje, iż w szeregi Mchedrioni zaciągali się głównie przestępcy.
Po odzyskaniu niepodległości przez Gruzję i wyborze prezydenta Zwiada Gamsachurdii w 1991 Ioseliani został wicepremierem i przewodniczącym parlamentu, jednak Mchedrioni nie podporządkowali się władzom centralnym, a ich działalność pogłębiała panujący w kraju chaos. W sierpniu 1991 Ioseliani przeszedł do opozycji wobec Gamsachurdii. Wobec faktu, iż gruzińskie siły zbrojne nadal nie istniały, Gamsachurdia utworzył jako przeciwwagę dla organizacji Ioselianiego Gwardię Narodową, która na początku 1991 wielokrotnie atakowała siedziby Mchedrioni. W lutym tegoż roku Dżaba Ioseliani został aresztowany i do grudnia 1991 przebywał bez wyroku w dawnym więzieniu wewnętrznym gruzińskiego KGB. Po zwolnieniu wziął udział w obaleniu Gamsachurdii (współdowodził szturmem na gmach parlamentu na przełomie grudnia 1991 i stycznia 1992) i wszedł w skład powołanej po udanym zamachu stanu Rady Wojskowej razem z Tengizem Kitowanim i Tengizem Siguą. Członkowie Rady rywalizowali ze sobą o władzę, byli jednak zdecydowani co do konieczności obrony niepodległości Gruzji. Początkowo rozważali restytucję monarchii w kraju, ostatecznie postanowili jednak zaprosić do objęcia urzędu prezydenckiego Eduarda Szewardnadze. Ioseliani w imieniu Rady udał się do Moskwy i przekonał byłego ministra spraw zagranicznych ZSRR do przybycia do Tbilisi, co nastąpiło 7 marca 1992. Dżaba Ioseliani opowiadał się za zbrojną konfrontacją ze zwolennikami Zwiada Gamsachurdii, jak również rozprawą z ruchami separatystycznymi w Abchazji i Osetii Południowej. Mchedrioni brali udział w wojnie w Abchazji i w Osetii.
10 marca 1992 Rada Wojskowa utworzyła Radę Państwa Republiki Gruzji; Ioseliani znalazł się w jej Prezydium razem z Kitowanim, Siguą i Szewardnadzem. Organ ten kolektywnie wykonywał obowiązki prezydenta. Nadal kierował Mchedrioni, co gwarantowało mu utrzymywanie się w elicie władzy w państwie. Początkowo nieformalnie sprzymierzył się z Szewardnadzem przeciwko Kitowaniemu i Sigui. We wrześniu 1993 stanął na czele Tymczasowego Komitetu Stanu Wyjątkowego, którego celem miało być zdławienie powstania zwolenników Gamsachurdii w Megrelii. Powierzono mu także kierowanie negocjacjami między rządem centralnym Gruzji a przedstawicielami quasi-państw abchaskiego i osetyjskiego. Działalność Mchedrioni czyniła jednak jego działania na obydwu polach nieskutecznymi. Dopiero w październiku 1993, przy pomocy wojsk WNP, Ioseliani rozbił siły wierne obalonemu prezydentowi i do stycznia 1994 opanował całą Megrelię. 3 lutego 1994 razem z ministrem obrony Gruzji sygnował protokół o utworzeniu w Gruzji trzech rosyjskich baz wojskowych w Achalkalaki, Waziani i Batumi, na obszarach uznawanych za niepewne z racji działających tam ruchów separatystycznych.
Podejrzewany o zainspirowanie zamachu na Szewardnadzego 29 sierpnia 1995, stopniowo tracił dawną pozycję. W październiku 1995 Mchedrioni zostali uznani za organizację przestępczą i zdelegalizowani. Wówczas Ioseliani ogłosił przekształcenie organizacji w partię polityczną i zapowiedział walkę z "dyktaturą Szewardnadzego", co zaniepokoiło koła rządowe i skłoniło prezydenta do aresztowania przywódców Mchedrioni. Po wyborach w następnym miesiącu główną postacią na gruzińskiej scenie politycznej stał się Szewardnadze, a Ioseliani i Kitowani zostali definitywnie odsunięci od władzy. Ioseliani został oskarżony nie tylko o organizację zamachu na prezydenta, ale i zabójstw Gii Czanturii, Soliko Chabeiszwili, Gii Gugua oraz szeregu innych przestępstw. W 1998 został skazany na karę łączną 11 lat pozbawienia wolności. W 2001 Szewardnadze skorzystał w odniesieniu do niego z prawa łaski. Ioseliani wrócił do polityki, udzielał wywiadów na bieżące tematy związane z sytuacją w Gruzji, planował kandydować w wyborach parlamentarnych w 2003. W Moskwie wydał swoje wspomnienia, zatytułowane Tri izmierienija. Zmarł jednak wskutek udaru mózgu przed wyborami.